# 新惠溫斯凱

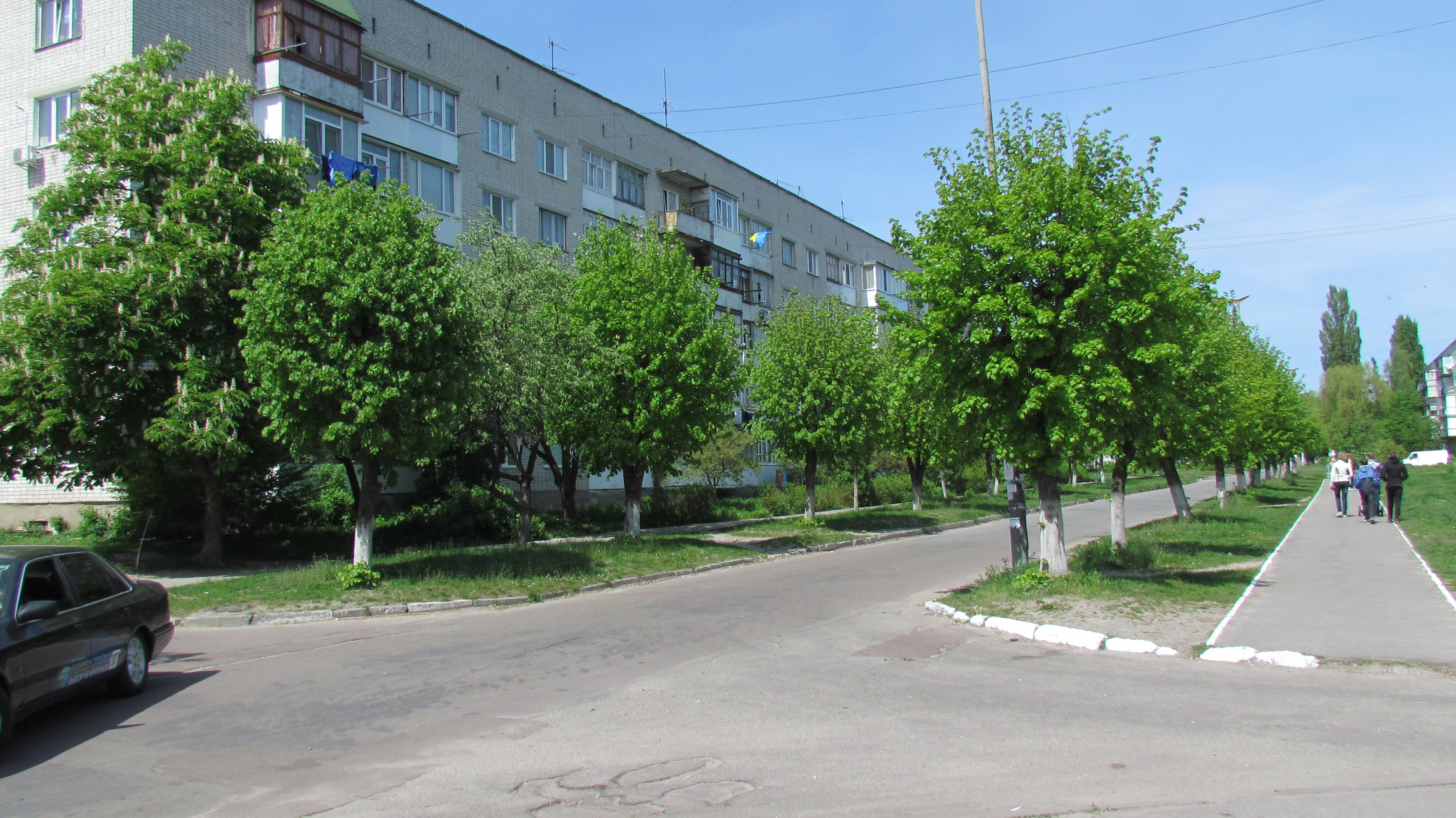
米魯街（Вулиця Миру）

50°12′8″N 28°41′6″E / 50.20222°N 28.68500°E
新惠温斯凱（羅馬化：Novohuivynske）是烏克蘭北部日托米爾州日托米爾區新惠温斯凯市镇内市級鎮及其行政中心。位於惠瓦河畔，始建於1973年，面積1平方公里，2012年人口5,258，人口密度每平方公里5,252人。